# 海会寺跡

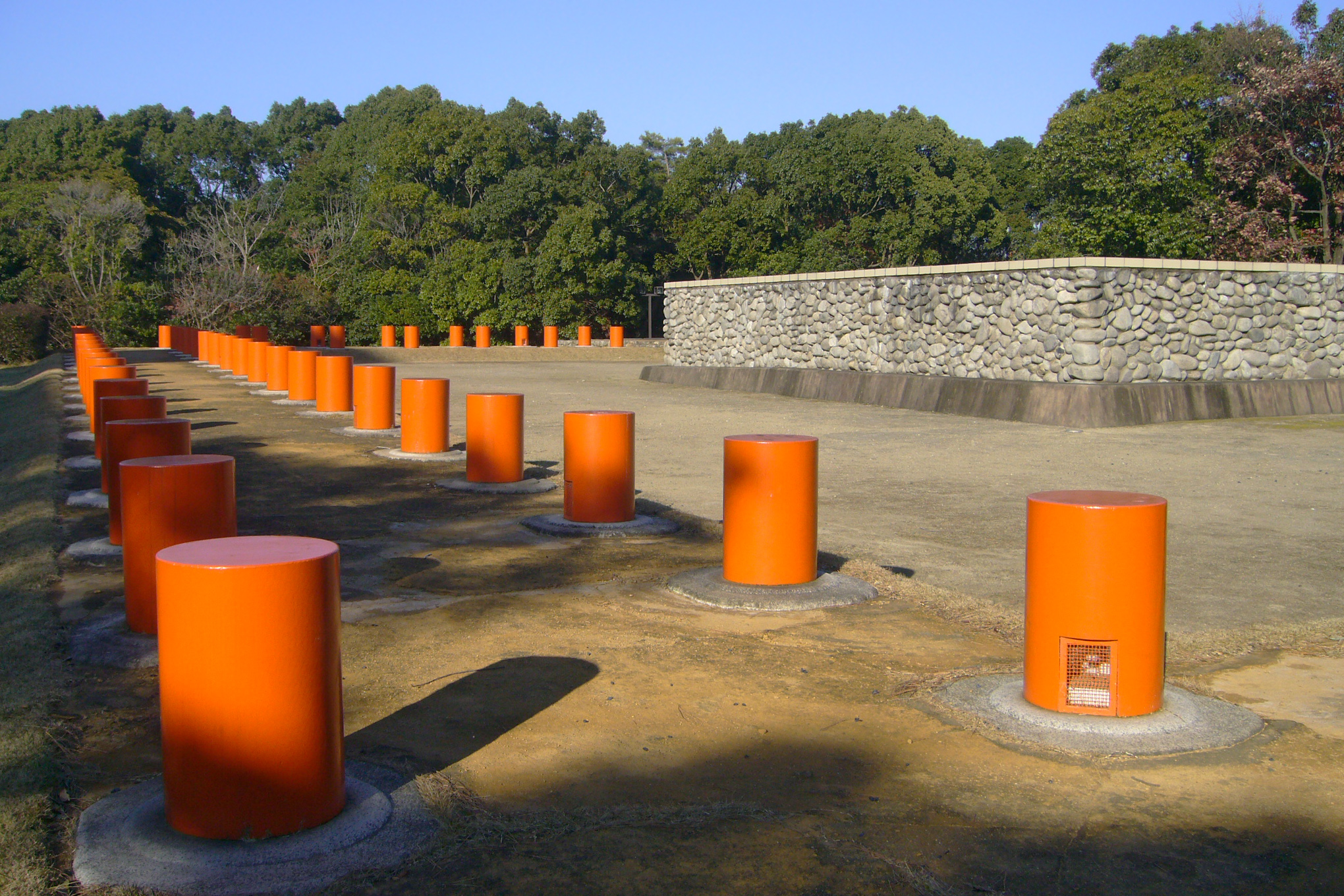
塔基壇、廻廊跡

海会寺跡（かいえじあと）は、大阪府泉南市信達大苗代（しんだちおのしろ）にある古代仏教寺院の跡。国の史跡に指定されている。

## 概要
出土した瓦等の様式や、伽藍配置などから、7世紀後半の創建と推定される古代寺院の跡である。金堂、塔、講堂、回廊などの遺構が検出されており、回廊で囲まれた伽藍中心部の東に金堂、西に塔を配置する、「法隆寺式伽藍配置」の寺院であったことが確認されている。寺は室町時代頃まで存続したが、後に廃絶した。「海会寺」の名は近世の地誌に見えるもので、本来の寺号は未詳である。
出土品のうち302点は「海会寺跡出土品」として国の重要文化財に指定され、隣接する古代史博物館に収蔵・展示されている。なお、金堂の跡地には一岡神社の本殿が建てられている。

## 年表
- 1981年（昭和56年） - 事前発掘調査が行われる。
- 1983年（昭和58年） - 学術発掘調査が開始される。
- 1986年（昭和61年） - 学術発掘調査終了。
  - 約3年間にわたる発掘調査で、法隆寺式伽藍配置の寺院が7世紀後半に存在したこと、および寺院を維持していたと考えられる豪族集落の300年間の変遷などが確認される。
- 1987年（昭和62年） - 国の史跡に指定される。
- 1993年（平成5年） - 集落部分の学術発掘調査が行われ、豪族の居館跡が確認される。
- 1995年（平成7年） - 調査結果をもとにした8世紀初頭の伽藍配置が再現され、史跡海会寺跡広場として整備される。発掘調査で出土した遺物のうち302点が国の重要文化財に指定される。
- 1997年（平成9年） - 古代史博物館・泉南市埋蔵文化財センターが開設される。
- 1998年（平成10年） - 古代史博物館特別展示室が一般公開される。

## 主な出土品
- 大阪府海会寺跡出土品（重要文化財）
  - 瓦塼類（がせんるい） 203箇
  - 銅露盤（石製露盤共）残欠 1箇分
  - 金銅風鐸5箇分
  - 銅相輪部品残欠 42箇
  - 塼仏残欠 9箇
  - 土製如来坐像残欠 2箇
  - 塑像残欠 37箇
  - 箆書・墨書土器残欠 3箇

このほか、南門、築地、中門、回廊、金堂、塔、講堂などの遺構、及び、伽藍の東方にあった豪族の集落跡などが発掘により検出されている。塔跡では3箇所で礎石が原位置に残っていた。回廊跡は柱位置がわかるように復元整備されている。

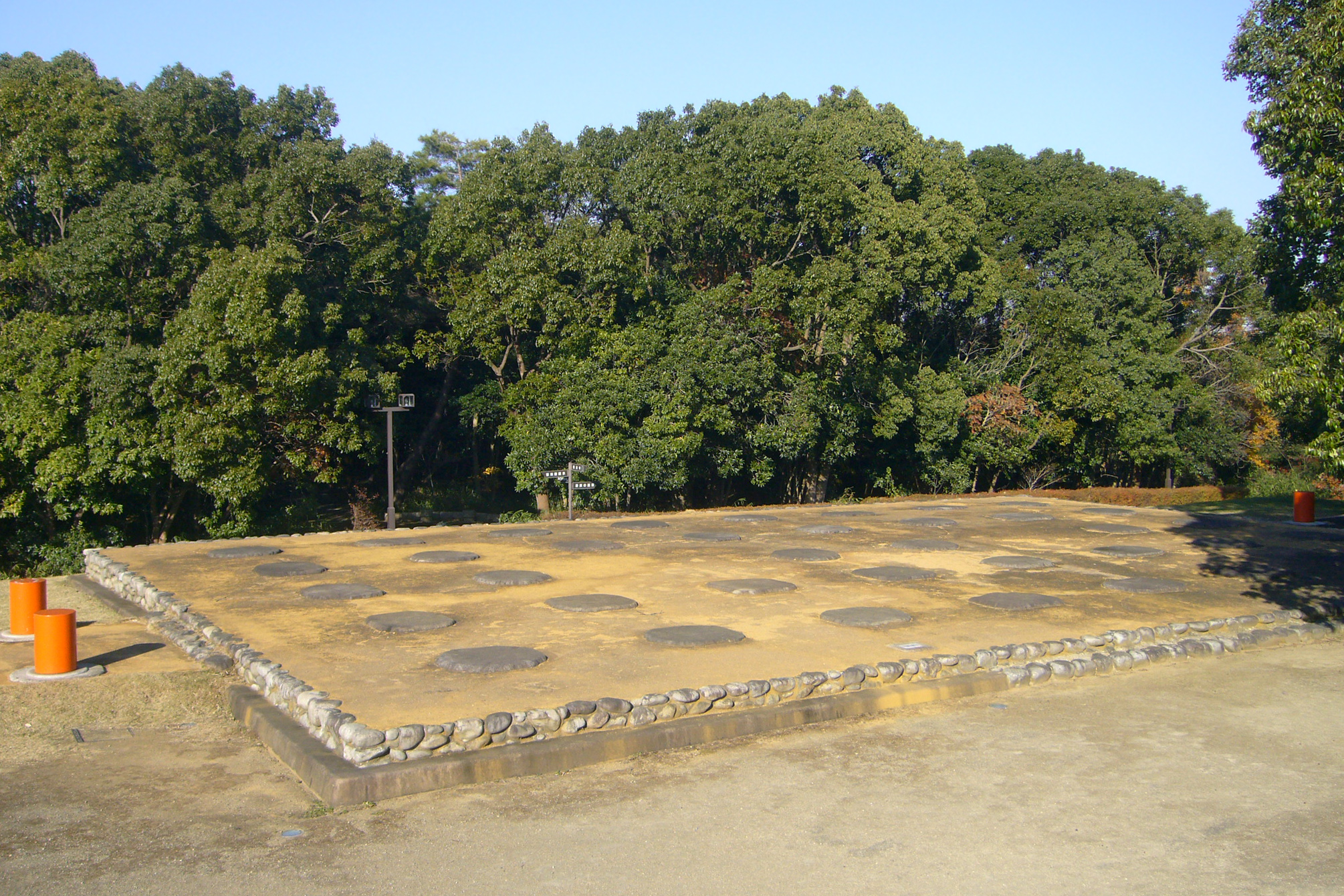
講堂基壇
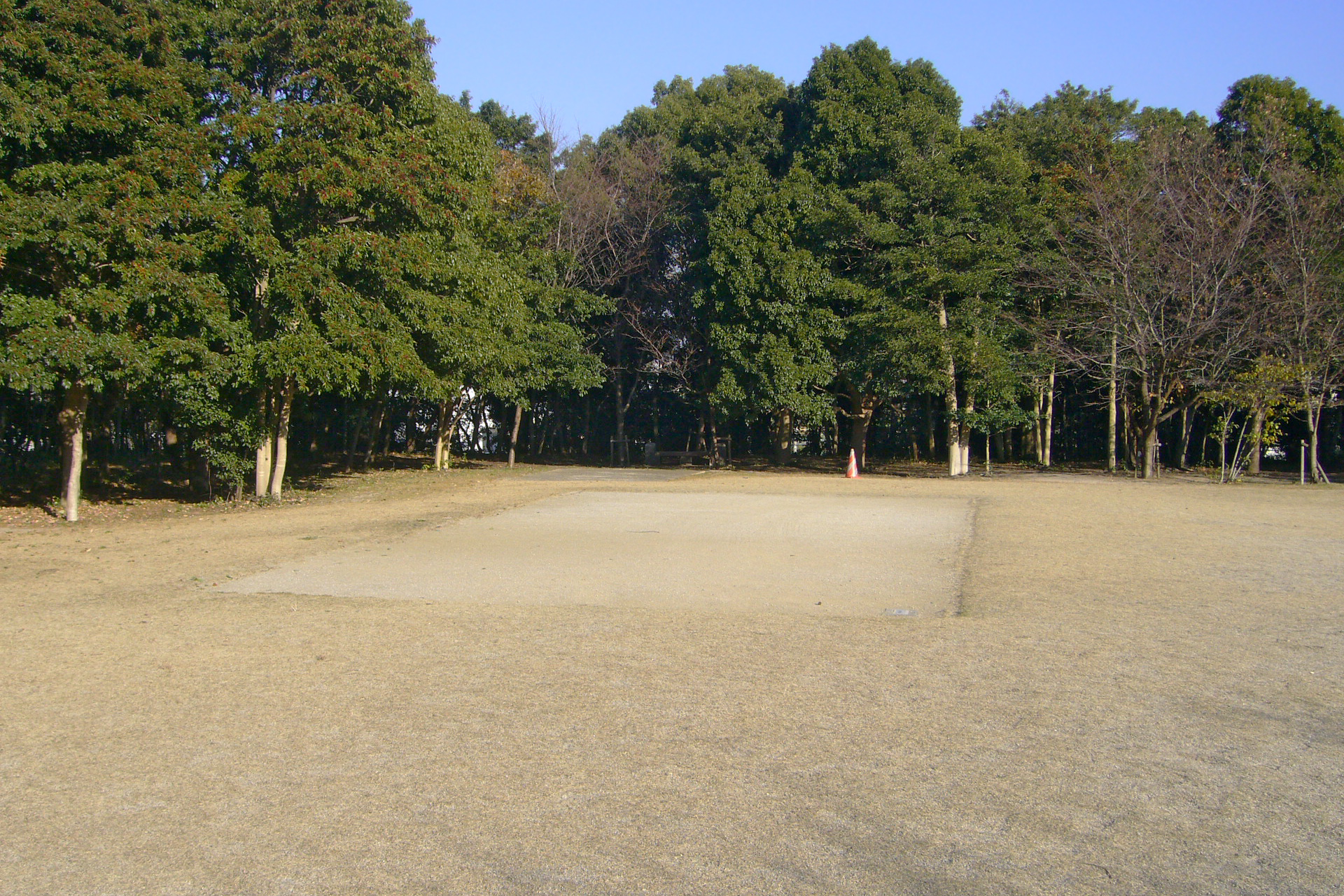
豪族の屋敷跡
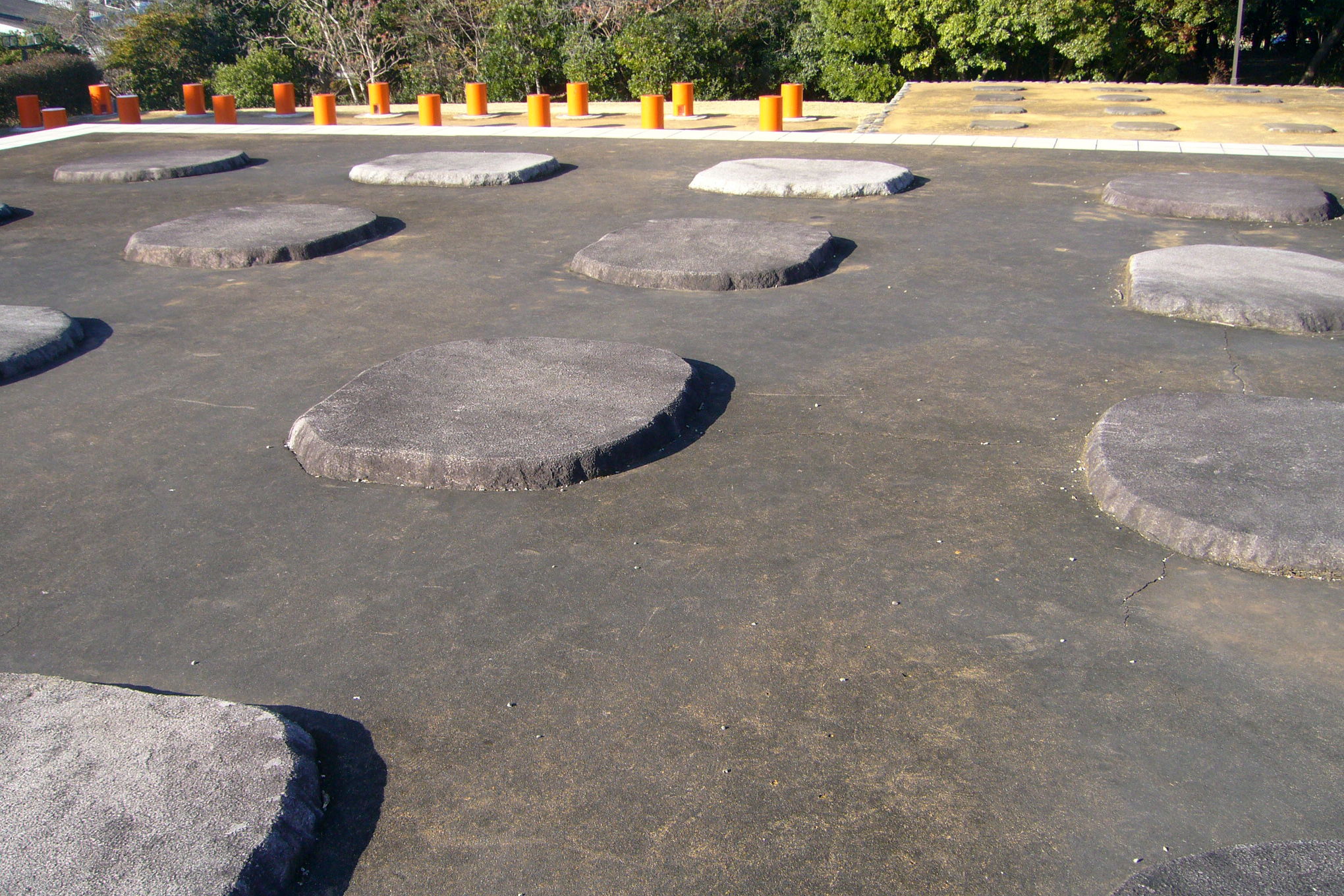
塔基壇
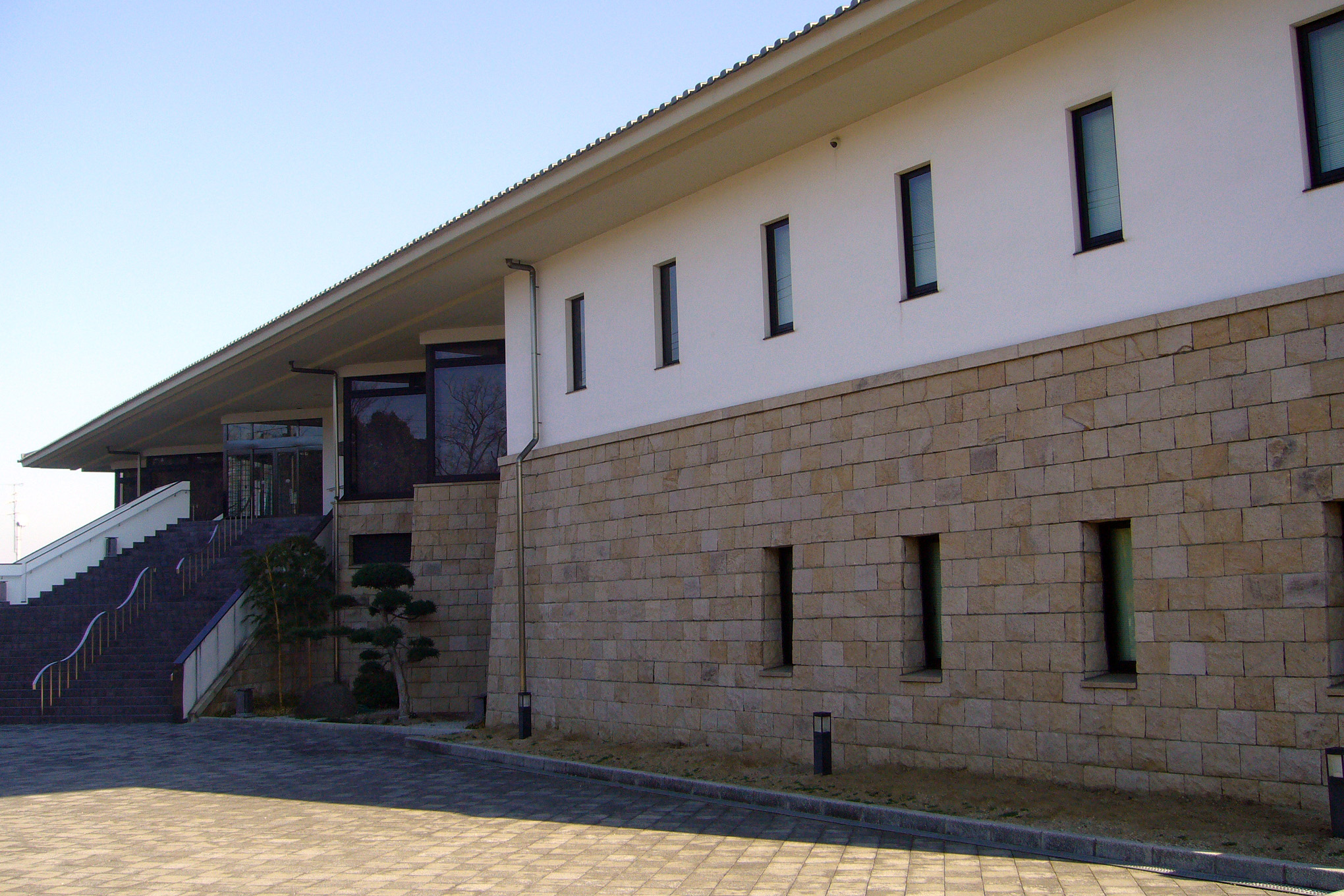
古代史博物館・泉南市埋蔵文化財センター

## 所在地
- 〒590-0505 大阪府泉南市信達大苗代374-4

## 交通アクセス
- 南海本線 岡田浦駅 徒歩25分
- 関西空港線 りんくうタウン駅 タクシー10分
- 阪和線 新家駅 徒歩20分

## 周辺情報
- 一岡神社
- 林昌寺
- 長慶寺
- 往生院
- 岡中鎮守社
- 樫井古戦場跡
- 厩戸王子跡
- 市場稲荷神社